# Ralph Alpher
Ralph Asher Alpher (Washington, 3 febbraio 1921 – Austin, 12 agosto 2007) è stato un cosmologo statunitense di origine russo-ebraica.

## Biografia
Figlio di immigrati russi, si diplomò a 15 anni alla Theodore Roosevelt High School di Washington D.C.. Iniziò a lavorare prima come addetto di scena nel teatro del suo liceo, poi come stenografo del direttore della Carnegie Institution. Nel frattempo, continuava i suoi studi in Fisica.
Quando si venne a sapere dei suoi studi, venne immediatamente assunto come fisico e continuò a lavorare da fisico aggiunto durante tutta la Seconda guerra mondiale su progetti coperti da segreto militare. Alla fine della guerra, gli venne riconosciuto il Naval Ordnance Development Award. Ancora oggi, comunque, il suo contributo non è stato reso pubblico e lo stesso Alpher ha mantenuto un atteggiamento ambiguo in materia.
Si laureò e poi ottenne un master in Fisica presso la George Washington University, che successivamente gli offrì un dottorato di ricerca. Qui incontrò l'eminente fisico russo George Gamow, fuggito dall'Unione Sovietica e rifugiatosi negli Stati Uniti.
Nel 1948, proprio assieme a Gamow, concepì la famosa Teoria Alpher-Bethe-Gamow sulla nucleosintesi primordiale. Tuttavia, il suo ruolo venne molto sminuito, a vantaggio di quello di Gamow. Quello stesso anno, assieme a Robert Herman, Alpher riuscì a calcolare la temperatura della radiazione residua (conosciuta come radiazione cosmica di fondo), risultante dall'ipotizzato Big Bang - anche in questo caso, senza ottenere subito alcun riconoscimento o apprezzamento.
Alpher ed Herman ottennero solo successivamente il Premio Magellano dalla American Philosophical Society (1975), il Premio Georges Vanderlinden per la Fisica dall'Accademia delle Scienze del Belgio, la Henry Draper Medal (1993) dell'Accademia nazionale delle scienze ed altri premi importanti. Nel 2005, venne infine riconosciuta ad Alpher la National Medal of Science (la più alta riconoscenza statunitense in materia).

Nel 1986 divenne membro dell'American Academy of Arts and Sciences.
Dal 1987 al 2004 fu professore di Fisica ed Astronomia allo Union College di Schenectady e dal 2005 professore emerito fino al suo decesso.